# Acapoeta tanganicae
Acapoeta tanganicae là một loài cá vây tia thuộc họ Cyprinidae. Loài này có ở Burundi, Cộng hòa Dân chủ Congo, Tanzania, và Zambia.
Môi trường sống tự nhiên của chúng là sông ngòi, hồ nước ngọt, và các đồng bằng nội địa. Chúng hiện đang bị đe dọa vì mất môi trường sống.